# Гебенштрейт, Иоганн Эрнст
Иоганн Эрнст Гебенштрейт (нем. Johann Ernst Hebenstreit; 1703—1757) — немецкий медик и анатом; доктор медицины, член Леопольдины.

## Биография

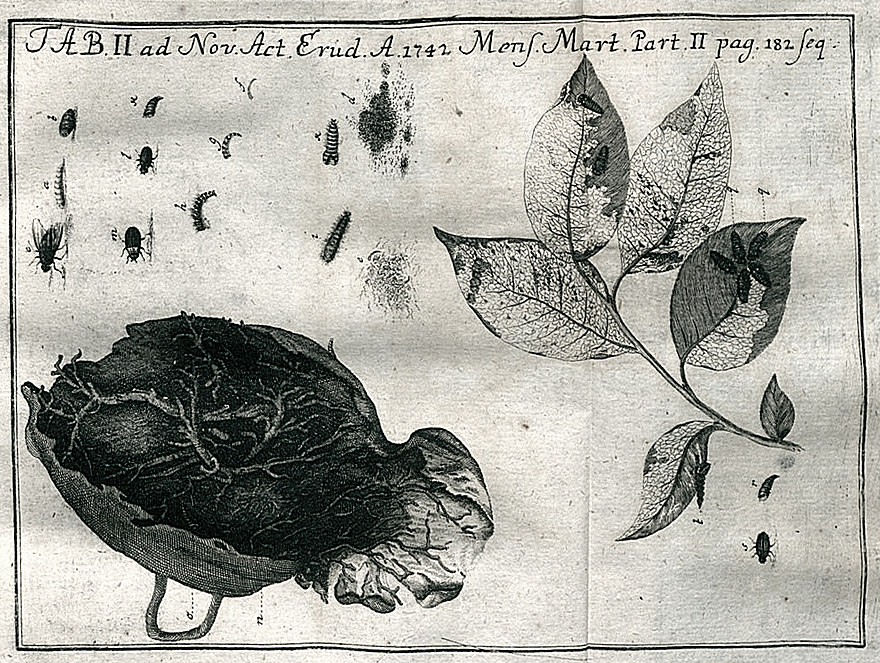
Рис. к «De vermibus anatomicorum administris» (Acta eruditorum; 1841)

Иоганн Эрнст Гебенштрейт родился 15 января 1703 года в городке Нойштадт-на-Орле в Тюрингии в религиозной семье немецкого теолога Иоганна Дэвида Гебенштрейта (нем. Johann David Hebenstreit; 1656—1730) и его жены — дочери местного пастора Эстер Сюсанны Гюттнер(нем. Esther Susanna Güttner). 
Высшее образование получил в Лейпцигском университете, а в 1729 году защитил докторскую степень по медицине.
Некоторое время спустя он занял место профессора анатомии и медицины в альма-матер. 30 июня 1731 года его научный вклад был оценен принятием в члены Леопольдины.
Среди многочисленных публикаций И. Э. Гебенштрейта наиболее известны труды изданные в Лейпциге, среди которых: «Dis. de ordinibus Conchyliorum methodica ratione instituendis» (1828); «De vermibus anatomicorum administris» (1841); «Museum Richterianum continens fossilia, animalia, vegetabilia mar. etc.» (1 том с 17 таблицами, 1843); «Progr. de organis piscium externis dissent» (1843); «Progr. de insectorum natalibus» (1843); «Progr. sistens historiae naturalls Insectorum institutiones» (1845).
Иоганн Эрнст Гебенштрейт умер 5 декабря 1757 года в городе Лейпциге.
Его дочь, Христина Бенедикта Евгения Науберт, стала известной писательницей.